# Morti nel 1270
| Questa pagina contiene informazioni ricavate automaticamente dalle voci biografiche con l'ausilio del template Bio e di un bot. L'aggiornamento è periodico e automatico e ricostruisce completamente la pagina. Se manca una persona in questa lista, sei pregato di non aggiungerla, ma accertati piuttosto che la sua voce biografica contenga il template Bio e che i dati anagrafici siano correttamente compilati. Se il template Bio manca, inseriscilo tu stesso o, in alternativa, metti l'avviso {{tmp\|Bio}} che ne segnala la mancanza. Se i dati riportati sono sbagliati, correggi direttamente la voce biografica; le modifiche saranno visibili in questa lista entro pochi giorni. Per chiarimenti vedi il progetto biografie. La lista contiene solo le 37 persone che sono citate nell'enciclopedia e per le quali è stato implementato correttamente il template Bio. Pagina aggiornata al 10 lug 2025. |

- 20 gennaio - Eusebio di Esztergom, presbitero e religioso ungherese
- 16 febbraio - Otto von Lutterberg
- 22 febbraio - Isabella di Francia, francese (n. 1225)
- 21 aprile - Guglielmo II di Agen, patriarca cattolico francese
- 27 aprile - Ladislao di Salisburgo, nobile polacco
- 3 maggio - Béla IV d'Ungheria, sovrano ungherese (n. 1206)
- 4 luglio - Roger Bigod, IV conte di Norfolk, nobile inglese (n. 1209)
- 9 luglio - István Báncsa, cardinale e arcivescovo cattolico ungherese
- 18 luglio - Bonifacio di Savoia, arcivescovo cattolico italiano
- 26 luglio - Ugo de Actis, religioso italiano
- 3 agosto - Giovanni Tristano di Valois, nobile francese (n. 1250)
- 8 agosto - Margherita di Sicilia, principessa (n. 1241)
- 10 agosto - Alan la Zouche, cavaliere medievale e nobile britannico (n. 1205)
- 20 agosto - Giovanni di Courtenay, arcivescovo cattolico francese
- 23 agosto - Gauthier III de Nemours, militare francese
- 25 agosto - Luigi IX di Francia, re francese (n. 1214)
- 14 settembre - Alfonso di Brienne, nobile francese
- 18 settembre - Filippo Fontana, arcivescovo cattolico italiano
- 28 ottobre - Aitone I d'Armenia, re armeno (n. 1215)
- 4 dicembre - Tebaldo II di Navarra, conte
- Ibn Abi Usaybi'a, medico e storico arabo (n. 1194)
- Davide VII di Georgia, re (n. 1215)
- Bartolomeo da Breganze, vescovo cattolico italiano
- Colban, conte di Fife, nobile scozzese
- Sri Indraditya, sovrano thailandese
- Maria Lascaris di Nicea, regina bizantina
- Mencía López de Haro, nobile
- Nahmanide, rabbino, filosofo e medico spagnolo (n. 1194)
- Toros Roslin, miniaturista armeno
- Senso di Giotto, religioso italiano
- Tannhäuser, poeta tedesco (n. 1205)
- Ugo Ripelin di Strasburgo, teologo e presbitero francese (n. 1205)
- Barral di Baux, nobiluomo francese (n. 1217)
- Walter di Bibbesworth, scrittore inglese (n. 1219)
- Zayyan ibn Mardanish, re
- Ugo XII di Lusignano, nobile francese (n. 1238)
- Amalrico I di Narbona, nobile francese